# Xenostigmina
Xenostigmina is een geslacht van schimmels behorend tot de familie Pseudodidymellaceae. De typesoort is Xenostigmina zilleri. Later is deze soort hernoemd naar Didymella mycopappi. Het geslacht bevat alleen Xenostigmina aceris.